# Arrondissement de Versailles
L'arrondissement de Versailles est une division administrative française située dans le département des Yvelines, en région Île-de-France. 
Jusqu'au 1er janvier 1968, un arrondissement de Seine-et-Oise, plus étendu que l'arrondissement actuel, portait ce nom.

## Composition

### Découpage de 1800 à 1968 (Seine-et-Oise)

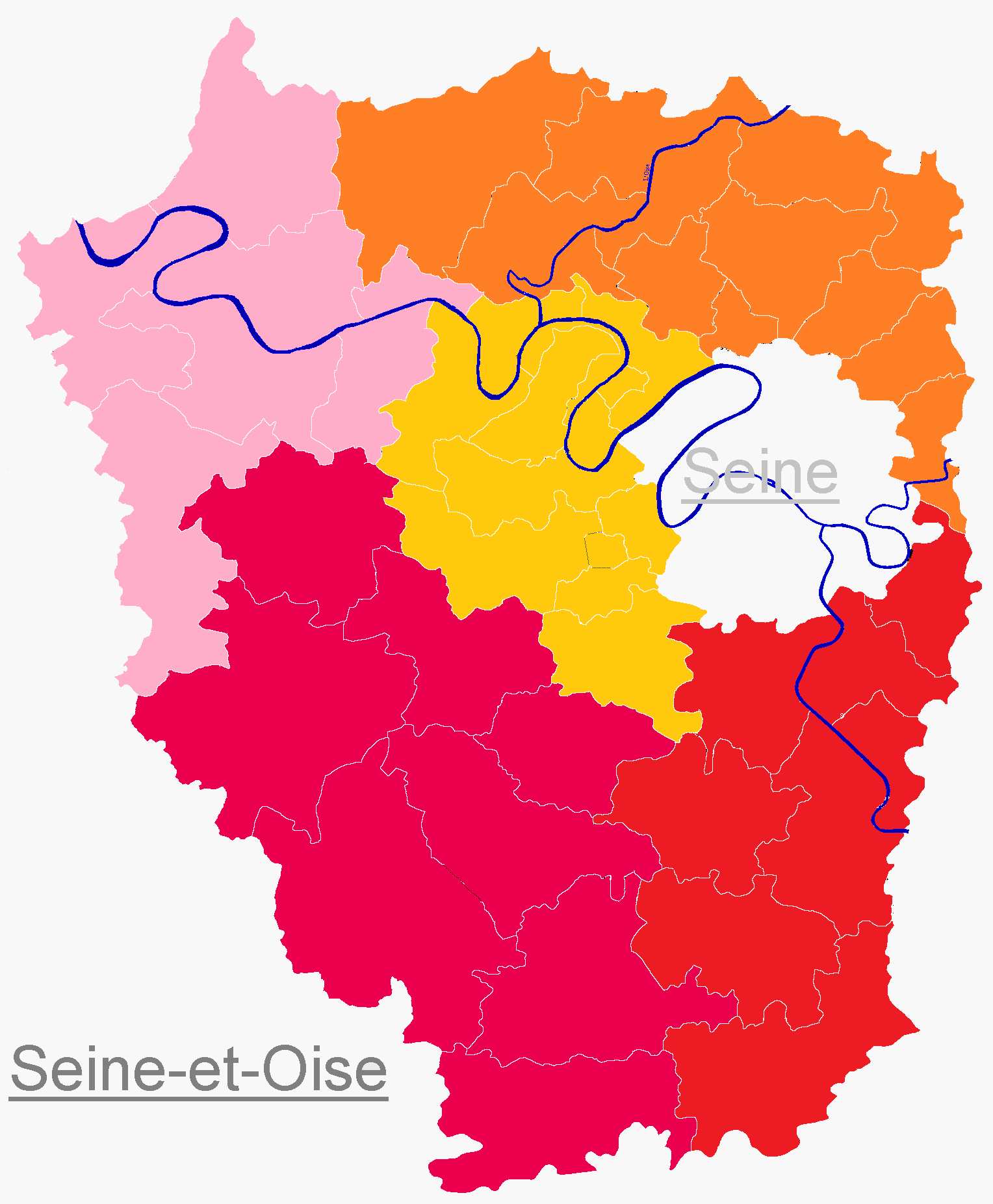
Arrondissements et cantons de Seine-Et-Oise entre 1943 et 1962
Arrondissement de Mantes
Arrondissement de Pontoise
Arrondissement de Versailles
Arrondissement de Rambouillet
Arrondissement de Corbeil

- canton d'Argenteuil (1800-1962)
- canton de Chevreuse (1800-1812)
- canton de Limours (1800-1812)
- canton de Marly-le-Roi (1800-1962)
- canton de Meulan (1800-1943)
- canton de Montfort-l'Amaury (1800-1812)
- canton de Palaiseau (1800-1962)
- canton de Poissy (1800-1962)
- canton de Rambouillet (1800-1812)
- canton de Saint-Germain-en-Laye (1800-1962)
- canton de Sèvres (1800-1967)
- canton de Versailles-Nord (1800-1967)
- canton de Versailles-Ouest (1800-1967)
- canton de Versailles-Sud (1800-1967)
- canton de Maisons-Laffitte (1924-1962)
- canton de Bonnières-sur-Seine (1926-1943)
- canton de Limay (1926-1943)
- canton de Mantes (1926-1943)
- canton de Meudon (1964-1967)
- canton de Saint-Cloud (1964-1967)
- canton de Versailles-Nord-Ouest (1964-1967)

### Composition en 1966
De 1966 à 1967, le rattachement à cet arrondissement des cantons de Meudon, Saint-Cloud et Sèvres (qui devaient rejoindre le département des Hauts-de-Seine) est effectué à titre provisoire.

### Découpage cantonal depuis 2015
- Canton du Chesnay
- Canton de Montigny-le-Bretonneux
- Canton de Plaisir
- Canton de Saint-Cyr-l'École
- Canton de Trappes : 1 seule commune : Trappes
- Canton de Vélizy-Villacoublay
- Canton de Versailles-Nord
- Canton de Versailles-Nord-Ouest
- Canton de Versailles-Sud
- Canton de Viroflay
- Canton de Maurepas (2 communes) : Châteaufort et Toussus-le-Noble

Nota : trois communes de l’arrondissement de Versailles sont incluses dans le périmètre de la ville nouvelle de Saint-Quentin-en-Yvelines.

### Découpage communal depuis 2015
Depuis 2015, le nombre de communes des arrondissements varie chaque année soit du fait du redécoupage cantonal de 2014 qui a conduit à l'ajustement de périmètres de certains arrondissements, soit à la suite de la création de communes nouvelles. Le nombre de communes de l'arrondissement de Versailles est ainsi de 19 en 2015, 19 en 2016, 24 en 2017 et 23 en 2019.
Au 1er janvier 2024, l'arrondissement groupe les 23 communes suivantes :
1. Bailly
2. Bois-d'Arcy
3. Bougival
4. Buc
5. La Celle-Saint-Cloud
6. Châteaufort
7. Le Chesnay-Rocquencourt
8. Les Clayes-sous-Bois
9. Fontenay-le-Fleury
10. Guyancourt
11. Jouy-en-Josas
12. Les Loges-en-Josas
13. Montigny-le-Bretonneux
14. Noisy-le-Roi
15. Plaisir
16. Rennemoulin
17. Saint-Cyr-l'École
18. Toussus-le-Noble
19. Trappes
20. Vélizy-Villacoublay
21. Versailles
22. Villepreux
23. Viroflay

## Démographie
En 2022, l'arrondissement comptait 420 526 habitants.
| 1968    | 1975    | 1982    | 1990    | 1999    | 2006    | 2011    | 2016    | 2021    |
| ------- | ------- | ------- | ------- | ------- | ------- | ------- | ------- | ------- |
| 219 055 | 278 375 | 309 597 | 338 409 | 347 496 | 356 980 | 358 188 | 413 956 | 417 771 |

| 2022    | - | - | - | - | - | - | - | - |
| ------- | - | - | - | - | - | - | - | - |
| 420 526 | - | - | - | - | - | - | - | - |